# Evaristo Pérez Monllor
Evaristo Pérez Monllor (Alcoy, Alicante, 27 augustus 1880  – aldaar, 22 december 1930) was een Spaans componist.

## Leven
Samen met zijn oudere broer Camilo Pérez Monllor behoorde Evaristo Pérez Monllor tot de bekendste figuren in het muziekleven van Alcoy. 
Als componist schreef hij vooral werken voor de fiesta's van zijn geboortestad. Een van zijn marsen is getiteld Genna al ariff (El Generalife) en heeft betrekking op Granada. De componist kreeg het verzoek de visioenen van de tuinarchitecten om te zetten in zijn muziek. 

## Composities

### Werken voor banda (harmonieorkest)
- 1926 El petit souet, paso-doble
- 1911 El turista, paso-doble (opgedragen aan zijn vader Francisco Pérez Torres, Paco "Sou")
- 1917 Tristezas y Alegrias, paso-doble sobre cantos populares
- 1922 Drach Alat, paso-doble
- 1924 Majas y chisperos, paso-doble
- Genna al ariff (El Generalife), marcha árabe
- Kat-ha-chan, paso-doble
- Mirhab, paso-doble

### Werken voor gitaarorkest
- 1917 Suite en tres tiempos (suite in drie bewegingen)
- 1918 Tirana, muziek uit de 18e eeuw
- 1919 Nini, polka (opgedragen aan: "La Armónica Alcoyana")

- Biblioteca Nacional de España: XX5365526
- MusicBrainz: 30750dc0-90fe-4dd3-b37c-d48fed06c13d